# Annales florentini
Les Annales florentini (annales florentines, en italien Annali fiorentini) sont les premières annales de la commune médiévale de Florence.

## Description

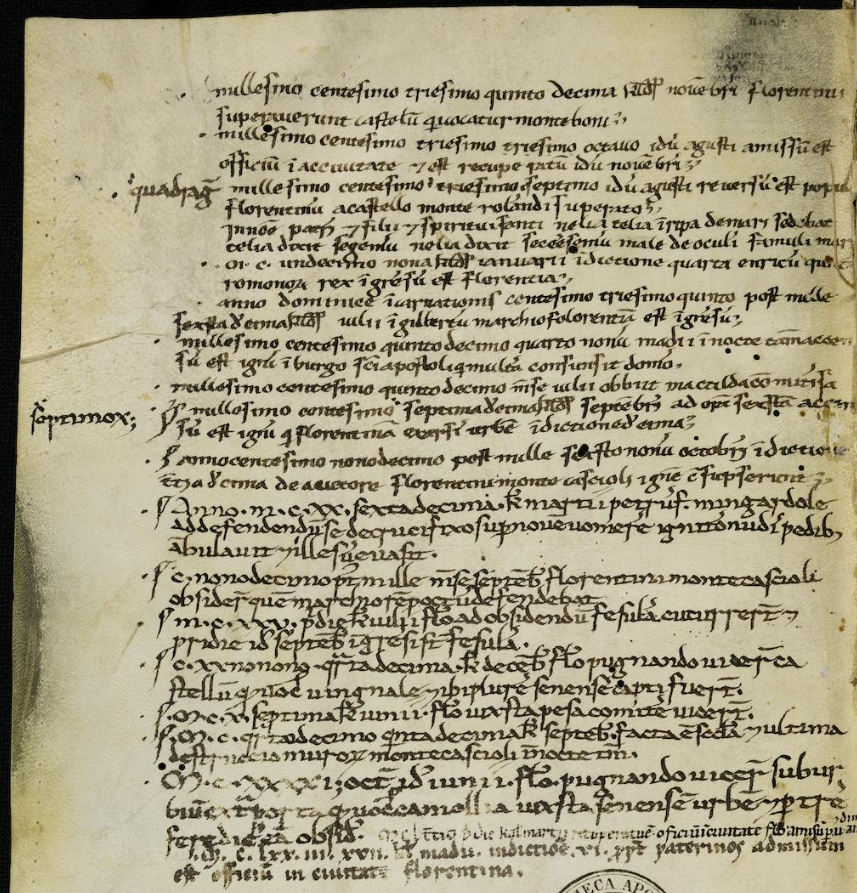
Feuillet de la série 1110-1173.

Deux séries d'annales se chevauchent dans la couverture : les Annales florentini primi couvrent la période 1110–1173, tandis que les Annales florentini secundi couvrent 1107–1247. Une collection ultérieure également appelée Annales florentini couvre la période 1288–1431.
Les Annales florentini primi constituent la première tentative  de tenir un registre annuel des événements à Florence. Il a été découvert au dos (verso) de la 72e feuille (folio) du Codex 772 dans la Bibliothèque palatine du Vatican par le bibliothécaire, qui l'a porté à l'attention des savants. Il ne contient pas d'informations notoires pour les années entre 1110 et 1173. Il n'y a que dix-huit enregistrements dans plusieurs styles calligraphiques  et non classés par ordre chronologique. L'écriture est  du XIIe siècle.
Les Annales florentini secundi datent du XIIIe siècle. Il en existe 46 enregistrements entre les années 1107 et 1247. On les trouve dans un manuscrit provenant du monastère de Basilique Santa Maria Novella, maintenant répertorié no 776 EA dans la série Monastères supprimés de la Bibliothèque magliabecchienne, désormais, partie de la Bibliothèque nationale centrale de Florence. Ce même manuscrit contient une liste de consuls florentins et podestà de 1196 à 1267.

## Éditions
- Annales Florentini. Dans Otto Hartwig, éd., Quellen und Forschungen zur altesten Geschichte der Stadt Florenz, vol. 2. Marbourg: 1880.
- Annales Florentini, 1288–1431. Dans Johannes F. Boehmer, éd., Fontes Rerum Germanicarum, vol. 4, p.  672–686. Stuttgart: 1868.